# Banque cantonale d'Appenzell
La Banque cantonale d'Appenzell (APPKB) est une banque cantonale suisse dont le siège social est à Appenzell.